# Militärische Gesellschaft
Die Militärische Gesellschaft war eine von 1801 bis 1805 und von 1842 bis 1919 bestehende Vereinigung in Berlin, die sich als Diskussionsforum preußischer Offiziere verschiedener Ränge und Waffengattungen verstand und sich mit dem Kriegswesen der damaligen Zeit beschäftigte.

## Organisation

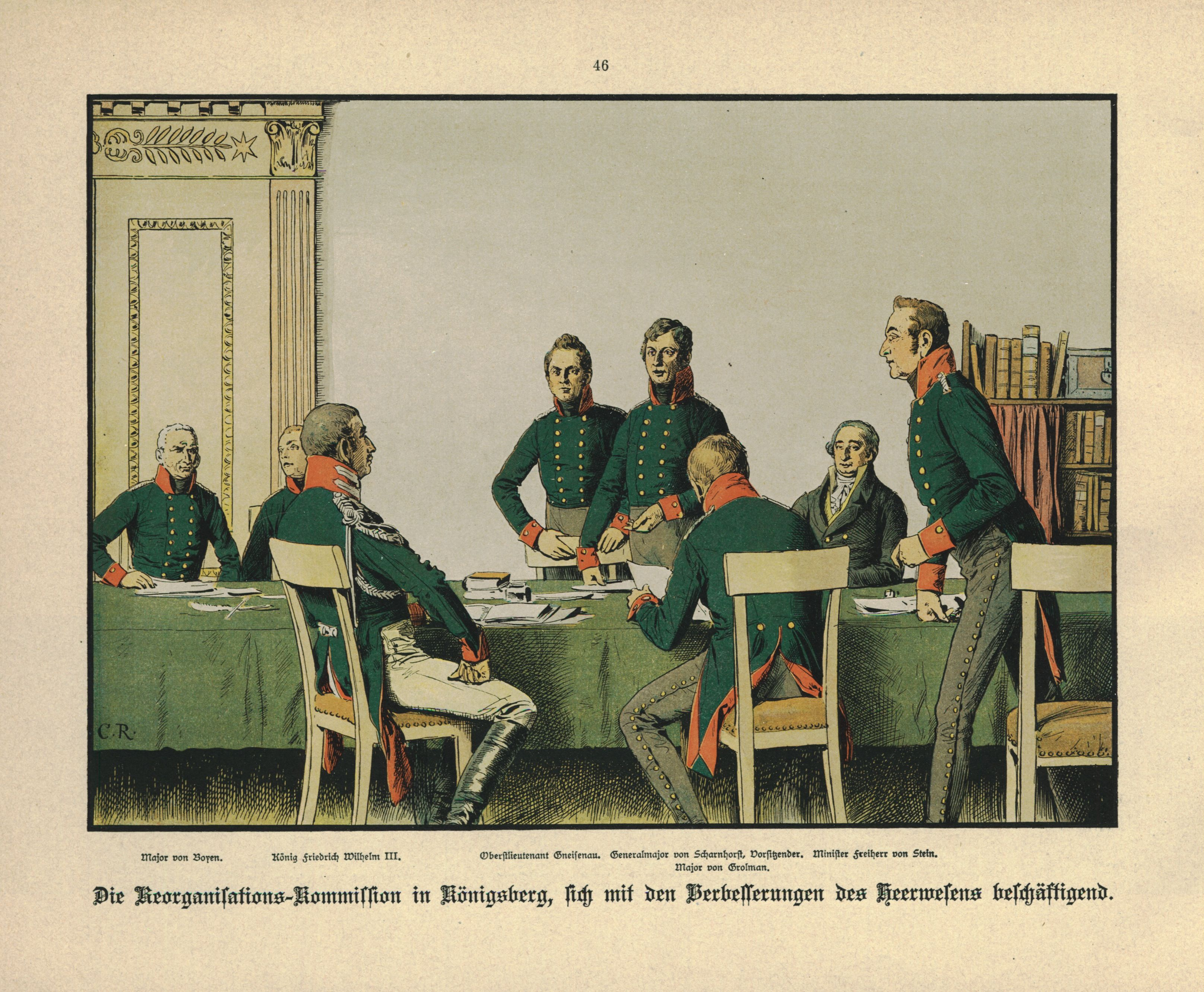
Sitzung der Reorganisationskommission im Jahre 1807 (Gemälde von Carl Röchling)

Die Vereinigung wurde am 2. Juli 1801 u. a. von Gerhard von Scharnhorst (1755–1813) in Berlin ins Leben gerufen. Am 24. Januar 1802 wurde ihre Satzung verabschiedet. Scharnhorst, der auch die Berliner Kriegsschule leitete, war selbst Direktor der Gesellschaft und organisierte die einzelnen Sitzungen. Angeblich hatte er schon 1792 die Gründung eines solchen Forums geplant und sich dabei an der Vereinigung „Patriotische Gesellschaft von Kriegskunst-Verehrern“ in Wesel orientiert. Präses wurde Generalleutnant Ernst von Rüchel (1754–1823), der die Statuten bestätigen musste. Die Wahl Rüchels war nicht zufällig. Er war zu diesem Zeitpunkt bereits als Leiter der Reformen des militärischen Bildungswesens in Erscheinung getreten und war danach zum Inspekteur sämtlicher Militärbildungseinrichtungen ernannt worden. Gleichzeitig galt Rüchel als Gralshüter der friderizianischen Tradition. In seiner Eigenschaft als Präses deckte er die Gesellschaft gegenüber Verdächtigungen, unter dem Deckmantel militärischer Debatten Umwälzungen nach dem Vorbild der Französischen Revolution voranzutreiben. Damit lag die Führung der Vereinigung in den Händen der wichtigsten Organisatoren des militärischen Bildungswesens.
Im Sommer 1801 waren es nur sieben Militärs und zwei Zivilisten, die sich zur Gründung zusammenfanden. Zu Beginn des Jahres 1803 gehörten der Militärischen Gesellschaft schon ca. 120 Offiziere an, doch bereits ein Jahr später war die Zahl auf 188 angestiegen. Es musste sogar ein Zweigverein in Potsdam unter der Leitung von Christian von Massenbach gegründet werden, um die steigenden Mitgliederzahlen aufzufangen. Um Mitglied zu werden, musste man eine militärische Abhandlung einschicken, welche dann in einer Sitzung diskutiert wurde. Auch Zivilisten konnten der Vereinigung beitreten, sofern sie einer Tätigkeit nachgingen, die mit dem Militär verbunden war. Für Prinzen, Regimentskommandeure und Generaladjutanten bestand jedoch keine Pflicht zum Einreichen eines solchen Leistungsnachweises. Damit sollte erreicht werden, dass auch sie in die Gesellschaft eintraten und die Zusammensetzung der Vereinigung eine breitere soziale Basis fand. Zusätzlich war auch ein hoher Mitgliedsbeitrag zu entrichten.
Die Krisen des Jahres 1805 und der drohende Krieg gegen Frankreich beendeten allerdings die Tätigkeit der Militärischen Gesellschaft. Ihre letzte Sitzung fand am 24. April 1805 statt.
Der damalige Generalmajor Fürst Radziwill erließ im Dezember 1841 eine Denkschrift, in der er den Grundgedanken zur erneuten Bildung einer Militärischen Gesellschaft entwickelte. Er forderte darin die Generale und Regimentskommandeure von Berlin auf, sich an einer am 14. Januar 1842 stattfindenden Konferenz zu beteiligen. Zu diesem Zeitpunkt erschienen 42 Militärs, die den Fürsten, Generalleutnant Friedrich Erhard von Roeder, Generalleutnant Heinrich von Diest, Generalmajor Karl Friedrich von Selasinsky und den Major von Studnitz beauftragten, Statuten für den Verein zu entwerfen. Diese wurden nach mehreren Beratungen am 24. März 1842 veröffentlicht und durch Kabinettsorder vom 30. April 1842 nachträglich von König Friedrich Wilhelm IV. bestätigt. Bereits am 11. April 1842 hatte der König erklärt, das Protektorat zu übernehmen.
Die erste Sitzung vor 158 Mitgliedern fand am 31. Oktober 1842 unter dem ersten Präsidenten, dem Kriegsminister Hermann von Boyen statt. Bis zu seinem Abschied im Jahre 1847 führte er die Vereinigung, welche im Englischen Haus in der Berliner Mohrenstraße 49 Berlin ihre Sitzungen abhielt.
Auch im Königreich Bayern existierte zwischen 1869 und 1899 eine gleichnamige Gesellschaft, die sich ebenfalls die Bildung des Offizierskorps zum Ziel gesetzt hatte. Die in ihr gehaltenen Vorträge sind ebenfalls publiziert worden.
Seit einigen Jahren gibt es in Berlin die Politisch-Militärische Gesellschaft (PMG), die sich als Nachfolgerin von Scharnhorsts Militärischer Gesellschaft versteht.

## Bedeutung
Obwohl sich vor allem junge und aufgeschlossene Offiziere für die Vereinigung interessierten, darf nicht unerwähnt bleiben, dass ihr auch viele konservative und reaktionäre Soldaten angehörten. Dies war nicht von vorneherein schlecht, denn man hoffte auf diese Weise, Altes und Neues miteinander zu verbinden. Trotzdem kam es oft zu heftigen Debatten zwischen Konservativen und Reformern.
Der Zweck der Militärischen Gesellschaft bestand in erster Linie in der Bildung des Offizierskorps durch den Austausch und die Auswertung von Kriegserfahrungen. Ein anderes Anliegen war die Besprechung neuerer Militärliteratur, um die Offiziere über den aktuellen Stand der Kriegskunst auf dem Laufenden zu halten. Zu den Haupttätigkeiten zählte deshalb die Untersuchung des Kriegswesens – besonders im Hinblick auf die Umwälzungen der Revolutionskriege. Die Untersuchungen und die in den Sitzungen geführten Diskussionen bereiteten den Boden für ein fortschrittliches Denken und für die Militärreformen der Jahre 1807 bis 1815 (viele Mitglieder der Gesellschaft gehörten später zu den Reformern um Scharnhorst). Vor allem bildete die Gesellschaft ein wichtiges Element bürgerlicher Öffentlichkeit, da auch Nichtadlige Zugang hatten.

## Publikationen der Gesellschaft
Die schriftlichen Beiträge der Mitglieder wurden, wenn sie vom Präses genehmigt worden waren, in den Denkwürdigkeiten der Militärischen Gesellschaft in Berlin (5 Bände) herausgegeben. Die Zeitschrift erschien zwischen 1802 und 1805 und diente vor allem auch Scharnhorst als Plattform für seine Reformideen. Zusätzlich wurden regelmäßig Wettbewerbe veranstaltet, zu denen die Teilnehmer anonyme Preisschriften einreichten. Diese Schriften waren naturgemäß besonders kritisch und wurden kontrovers diskutiert. Diese Zeitschrift war ausschließlich für die Mitglieder der Militärischen Gesellschaft bestimmt. Damit war der Wirkungskreis der in ihr erscheinenden Schriften sehr begrenzt, was dem Bestreben Scharnhorsts das preußische Offizierskorps wissenschaftlich zu bilden, nicht entsprach. Man plante deshalb die Herausgabe einer öffentlichen Monatsschrift, für welche Armeeangehörige einen günstigeren Preis erhalten sollten. General Rüchel wandte sich zunächst gegen diese Pläne, da er befürchtete, dass Geheimnisse verraten werden würden. Als er nachgab, wurde bestimmt, dass Scharnhorst die Leitung der Zeitschrift übernehmen sollte, sie aber der Kontrolle des Generalstabes unterliegen sollte. Außerdem sollte bedeutendere Arbeiten ausschließlich in den Denkwürdigkeiten erscheinen. Das Ende der Militärischen Gesellschaft im Jahre 1805 verhinderte das Erscheinen dieser Monatsschrift. Sie wäre ansonsten das erste staatliche Militär-Fachblatt gewesen. Eine solche Zeitschrift erschien jedoch erst ab 1816 mit dem Militär-Wochenblatt.

## Bekannte Mitglieder
- Friedrich Wilhelm Karl von Aderkas (1767–1843)
- Hermann von Boyen (1771–1848)
- Karl Heinrich von Borstell (1773–1844)
- Christian Wilhelm von Chlebowsky (1755–1807)
- Carl von Clausewitz (1780–1831)
- Leopold Wilhelm von Dobschütz (1763–1836)
- Richard von Funck (1841–1906), Vorsitzender von 1898 bis 1906
- August Neidhardt von Gneisenau (1760–1831)
- Friedrich Wilhelm von Götzen d. J. (1767–1820)
- Julius von Grawert (1746–1821)
- Karl Wilhelm Georg von Grolman (1777–1843)
- Karl Georg Albrecht Ernst von Hake (1769–1835), Inspektionsadjudant der Berlinischen Inspektion
- Wilhelm Ludwig Viktor Henckel von Donnersmarck (1775–1849)
- Otto Christian Friedrich Kuhfahl (1768–1837), Sekretär der Militärischen Gesellschaft
- Karl Ludwig von Le Coq (1754–1829)
- Anton Wilhelm von L’Estocq (1738–1815)
- Karl Friedrich August zu Mecklenburg (1785–1837)
- Heinrich Menu von Minutoli (1772–1846), Kapitän
- Karl von Müffling (1775–1851)
- Friedrich Magnus von Nothardt (1766–1804), Kapitän
- Karl Ludwig von Phull (1757–1826)
- August von Preußen (1779–1843)
- Gustav von Rauch (1774–1841)
- Georg Ludwig von Rheinbaben, Major
- Friedrich Erhard von Röder (1768–1834)
- Ernst Philipp von Rüchel (1754–1823), Generalleutnant, Präses (Vorsitzender)
- Johann Jakob Otto August Rühle von Lilienstern (1780–1847)
- Karl August von Sachsen-Weimar (1757–1828)
- Friedrich Wilhelm Leopold von Saint Paul (1768–1813), Offizier, Militärschriftsteller[2]
- Friedrich von Schoeler (1772–1840), Regisseur
- Moritz von Schoeler (1771–1855)
- Heinrich Friedrich Karl vom Stein (1757–1831)
- Karl Friedrich Franciscus von Steinmetz (1768–1837)
- Karl August Varnhagen von Ense (1785–1858)